# Lista de episódios de Perrengue
Esta é a lista de episódios de Perrengue, série de televisão brasileira que estreou na MTV (Brasil) em 21 de agosto de 2017.

## Resumo
| Temporada | Temporada | Episódios | Exibição Original    | Exibição Original    |
| Temporada | Temporada | Episódios | Estreia              | Final                |
| --------- | --------- | --------- | -------------------- | -------------------- |
|           | 1         | 13        | 21 de agosto de 2017 | 3 de outubro de 2017 |

## 1ª Temporada (2017)
| ## | #  | Título                                             | Exibição original      | Código de produção |
| --- | -- | -------------------------------------------------- | ---------------------- | ------------------ |
| 1 | 1  | "Nós"                                              | 21 de agosto de 2017   | 101                |
| Pérola é uma jovem artista que acaba de herdar uma casa da avó. Cadu, um boa vida despreocupado e Miguel, um advogado recém formado, são seus melhores amigos e lhe ajudam na mudança com direito a open house cheio de surpresas. Participações especiais: Ícaro Silva como Santi; Julia Oristânio como Luna; Priscila Reis como ficante de Cadu; Pedro Bahia como ficante de Pérola |    |                                                    |                        |                    |
| 2 | 2  | "Desordem"                                         | 21 de agosto de 2017   | 102                |
| Pérola, cheia de contas a pagar, é obrigada a se abrir a novas oportunidades profissionais. Após uma DR com Carol e uma ligação inesperada Miguel tem uma crise de pânico. Cadu vai encontrar uma menina e se mete na maior roubada. Participações especiais: Louise D'Tuani como Giovana                                                                                             |    |                                                    |                        |                    |
| 3 | 3  | "Eu e Você"                                        | 28 de agosto de 2017   | 103                |
| Cadu tem seu primeiro encontro com Letícia. Carol exagera em uma apresentação no trabalho e acaba se dando mal. Pérola não consegue se concentrar no restaurante e fica balançada com um convite de Thomaz. Participações especiais: Ícaro Silva como Santi; Regina Sampaio como Fátima; Bruce Gomlevsky como Fernando; Mario Hermetto como chefe de Carol                            |    |                                                    |                        |                    |
| 4 | 4  | "Esses Dias"                                       | 28 de agosto de 2017   | 104                |
| Carol descobre que a loja de seus pais está quebrada. Cadu se incomoda com a presença de Tiago enquanto está com Letícia. Após uma conversa com Miguel, Pérola resolver ir atrás de um relacionamento e chama Thomaz para sair. Participações especiais: Tracy Segal como esportista                                                                                                  |    |                                                    |                        |                    |
| 5 | 5  | "Remédio Pra Melancolia"                           | 4 de setembro de 2017  | 105                |
| Depois de brigar com Letícia e ouvir verdades de seu pai, Cadu entra numa bad e se consola com Pérola. Miguel chega em casa e percebe que Pérola está alterada, mas se tranquiliza, pelo menos não dá pra fazer merda em casa, será? Participações especiais: Alice Assef como Paula                                                                                                  |    |                                                    |                        |                    |
| 6 | 6  | "Tarde Demais"                                     | 4 de setembro de 2017  | 106                |
| Cadu organiza uma festa de aniversário surpresa pra Carol, mas o que deveria ser um momento de comemoração vira uma série de situações constrangedoras. Participações especiais: Laís Pinho como Vanessa; Yana Sardenberg como amiga de Carol |    |                                                    |                        |                    |
| 7 | 7  | "A Cada 9 Minutos"                                 | 11 de setembro de 2017 | 107                |
| Carol vai para casa de Pérola fazer o aborto. Cadu, Tiago e Letícia tentam acertar o relacionamento a três. Miguel chega de surpresa em casa e Pérola tenta impedi-lo de ver Carol. Os dois discutem e Miguel acaba falando demais. Participações especiais: Rafael Losso como João; Bruce Gomlevsky como Fernando                                                                    |    |                                                    |                        |                    |
| 8 | 8  | "Meu Horóscopo Disse que ia Ser um Ano Terrível"   | 11 de setembro de 2017 | 108                |
| Pérola consegue um job extra para ela e Cadu em um evento no restaurante. Miguel tem uma crise de pânico dentro do carro e passa o dia inteiro trancado tendo delírios com todos os problemas que o cercam. Participações especiais: Bernardo Segreto como Rodrigão |    |                                                    |                        |                    |
| 9 | 9  | "Senhoras e Senhores, Estamos Flutuando no Espaço" | 18 de setembro de 2017 | 109                |
| Após a crise de Miguel, os amigos resolvem passar um final de semana relaxante na casa de serra dos pais de Cadu e Carol. O que eles não esperavam eram os perrengues que iam enfrentar. |    |                                                    |                        |                    |
| 10 | 10 | "Torta de Climão Maneiro"                          | 18 de setembro de 2017 | 110                |
| Cadu tem a brilhante ideia de convidar as famílias para um almoço em comemoração a sua mudança para casa da Pérola. Porém ninguém sai ileso, almoço em família sempre dá ruim. |    |                                                    |                        |                    |
| 11 | 11 | "Coração Pulou uma Partida"                        | 25 de setembro de 2017 | 111                |
| Um acontecimento muda a vida de Cadu e Carol para sempre. Pérola e Miguel finalmente conversam sobre o que passaram nos últimos dias e Miguel revela seus verdadeiros sentimentos. |    |                                                    |                        |                    |
| 12 | 12 | "Dominó"                                           | 25 de setembro de 2017 | 112                |
| Cadu, Letícia e Thiago estão finalmente se acertando quando uma notícia inesperada abala Cadu. Miguel e Pérola estão juntos, mas a viagem de Carol deixa Miguel confuso e ele vai atrás dela e deixa Pérola sozinha em sua exposição. Participações especiais: Ícaro Silva como Santi                                                                                                 |    |                                                    |                        |                    |
| 13 | 13 | "Fim Amargo Das Noites Doces"                      | 2 de outubro de 2017   | 113                |
| Pérola, arrasada e sem notícias de Miguel, descobre que ele esconde algo que pode mudar o rumo do relacionamento deles. Cadu, sem saber como lidar com a gravidez de Letícia briga com ela e abala de vez sua relação com Thiago. |    |                                                    |                        |                    |